# Kristina Šolić
Kristina Šolić, hrvatska šahistica iz Đakova, iz ŠK Đakovo. 
Deset je puta bila kadetska i juniorska prvakinja Hrvatske. Deseterostruka sudionica na svjetskim i šest puta na europskim prvenstvima u tim kategorijama. Europska doprvakinja u brzopoteznom šahu do 14 godina. Bila je hrvatska reprezentativka u kadetskoj, juniorskoj i seniorskoj kategoriji. Osvojila je naslov međunarodne majstorice i postala najmlađa međunarodna majstorica u povijesti šaha u Hrvatskoj.